# حسن البغدادي
السيّد حسن بن عباس الموسوي البغدادي (1881- 1 يناير 1948) شاعر وكاتب عراقي.  ولد في بغداد ونشأ بها. ينتمي إلى عائلة مسلمة عريقة موسوية شيعة إثنا عشرية. عرف بأسلوبه الخاص في الخطابة الدينية العربية. كان له علاقات مع أبو الحسن الأصفهاني. له مؤلفات كلها مخطوطة منهم الدر المنظوم في الحسين المظلوم عليه‌السلام والدرر النضيد في رثاء الشهيد وسفينة النجاة في الأئمّة الهداة. توفي في بغداد ودفن في النجف بالعتبة العلوية. 

## سيرته
ولد السيّد حسن بن عباس بن علي بن حسين الموسوي البغدادي في بغداد سنة 1298 هـ/ 1881 م ونشأ بها تحت رعاية والده الخطيب (المتوفى سنة 1331 هـ) فوجهه التوجيه الحسن واعتنى به وعلّمه الخطابة المنبرية وعلمه الأدب حتى صارت له في الخطابة شهرة وعرف باسلوبه الشيق. «وكان ذكياً واسع الاطلاع على التاريخ الإسلامي، يحفظ الكثير من عيون الشعر العربي، وكان شاعراً حسن الاسلوب له مقاطع جيدة.»

توفي في بغداد 19 صفر سنة 1367 هـ/1 يناير 1948 في مستشفى المجيدية ونقل إلى النجف ودفن في العتبة العلوية بالصحن الشريف تحت الساباط من جهة الشمال قرب قبر السيّد حيدر الحلّي. كتب عنه جودت القزويني وجمع أكثر شعره ونثره.

## مؤلفاته
- الدر المنظوم في الحسين المظلوم عليه‌ السلام، مقتل.
- الدرر النضيد في رثاء الشهيد عليه‌ السلام يشتمل على مجموعة كبيرة من القصائد في الإمام الحسين بن علي.
- سفينة النجاة في الأئمّة الهداة: ابتدأ بجمعه في 15 شهر رمضان 1325 هـ . وانتهى منه في 5 ذي القعدة سنة 1334 هـ .
- كنانة العلم: كشكول، تضم النوادر الأدبية والتاريخية بدأ به بتاريخ 11 صفر 1346 هـ . وانتهى منه 26 رمضان سنة 1351 هـ .
- المطالب النفيسة في تراجم عظماء الإسلام

وكلّها مخطوطة.